# Mírzá Mihdí

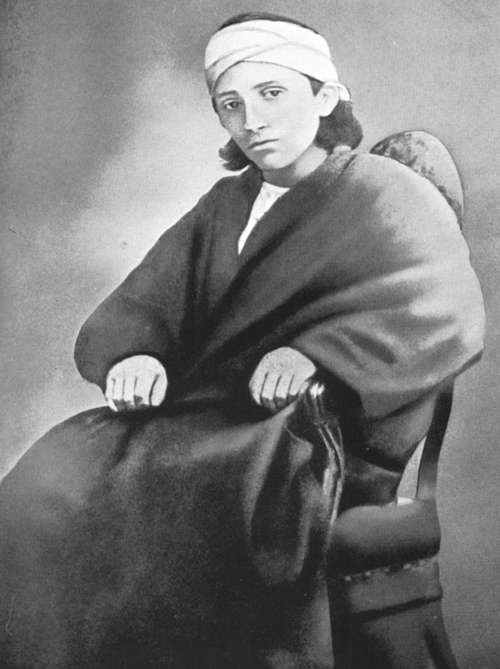
Mírzá Mihdí

Mírzá Mihdí (ur. 1848 w Teheranie, zm. 23 czerwca 1870) – najmłodszy syn Bahá'u'lláha i Ásíyih Khánum, często tytułowany Najczystsza Gałąź. Mieszkał wraz z rodziną w Teheranie, aż do czasu przeprowadzki do Bagdadu w 1853. Później też wielokrotnie przemieszczał się z rodziną, która dość często przebywała na wygnaniu. Jego śmierć według wielu bahaittów uchodzi za męczeńską, gdyż odrzucił ofertę powrotu do zdrowia wierząc, że dzięki własnej śmierci uwolni ojca i ułatwi mu misję. Zmarł w Akce, a jego szczątki spoczywają obok matki w Ogrodzie Nagrobków w Hajfie.